# ترسب عكر

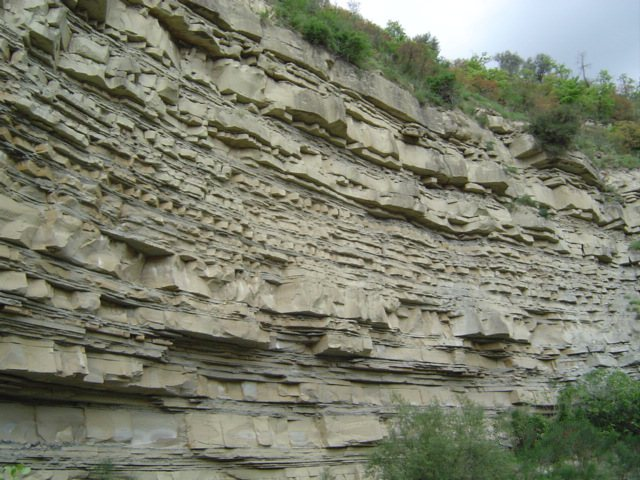

الترسب العكر (بالإنجليزية: Turbidite)‏، هو الترسب الذي يحدث في قاع البحر، شكلتها انهيارات ضخمة لمنحدر التي بدورها أودعتها في الأنهار. انهارت هذه المنحدرات استجابة لزلزال هزها أو ضغط ترسيب مفرط. الارتباط الزمني لحدوث ترسبات عكرة في بعض المناطق في شمال غرب المحيط الهادئ تشير إلى أن هذه الودائع قد شكلتها الزلازل.